# Vitamine (émission de télévision)
Pour les articles homonymes, voir Vitamine (homonymie).
Vitamine est une émission de télévision pour la jeunesse produite par Christine Coutin et Cécile Roger-Machart, diffusée sur TF1 tous les mercredis après-midi de 13h30 à 17h  de septembre 1983 à juin 1987. Le slogan de l'émission était « Vitamine, l'émission qui donne bonne mine ! ».

## Histoire
Vitamine est mise à l'antenne à la rentrée 1983 afin de succéder à Mer-cre-dis-moi-tout. L'émission était animée par Mélanie (alias Christine Martin,) et Victor (alias Franck de Lapersonne). Entre deux dessins-animés, les deux animateurs jouaient des sketches afin de dynamiser l'émission, calquant ce qui se faisait dans l'émission concurrente. L'année suivante, Mélanie est accompagnée de Dominique Lenglart, puis la présentation échoit au chanteur Billy. Karen Cheryl présente l'émission de 1985 à 1986. Pascale anime la séquence « Vitaboum », entourée d'enfants dont la future chroniqueuse Elsa Fayer et Loula (alias Lucie Dolène) présente des recettes dans la rubrique « Les petits creux de Loula ».
Transfuge de Récré A2, Jacky anime l'émission à partir de la rentrée 1986. Pascale Schembri anime les séquences mode, et « Vitaboum »; elle crée des chorégraphies pour les enfants en direct sur le plateau. Les artistes invités se prennent au jeu et dansent avec elle.
L'émission s'efface en juin 1987 à l'arrivée de l'animatrice Dorothée sur TF1 nouvellement privatisée. Jacky passe d'animateur principal à membre de l'équipe, avec Ariane Carletti, François Corbier et Patrick Simpson-Jones, du Club Dorothée. 

## Programmes diffusés

### Séquences
- Les recettes de Loula : séquence cuisine de l'émission présentée par Loula (Lucie Dolène) accompagnée d'enfants. Le générique de cette séquence commençait par les enfants criant "j'ai faim !" et Loula répondant "moi aussi, ça tombe bien…"
- Pixifoly : Mélanie était projetée dans l'univers des jeux vidéo et s'échappait du jeu Atlantis (Intellivision-Mattel) au bras du prince charmant.
- Vita Boum : avec Pascale, séquence permettant d'apprendre des chorégraphies.

### Séries télévisées
- Bomber X
- Les Contes de la rue Broca
- Ricky ou la Belle Vie
- Punky Brewster

### Dessins animés
- Arok le barbare
- Biniky le dragon rose
- Blackstar
- Clodo et Rato (Dirty Dawg (en))
- Georges et Joe
- Ghostbusters
- Gigi
- Heckle et Jeckle
- Jackson Five
- Jem et les Hologrammes
- Karl le trappeur
- Kwicky Koala
- La Bataille des planètes
- Le Défi des Gobots
- Les Trois Mousquetaires
- Les Amichaines
- Les Biskitts (The Biskitts (en))
- Les Minipouss
- Les Snorky
- Lucky Luke
- Madame Pepperpotte
- Mon petit poney
- Pole Position
- Robo Story
- Snorky
- Sport Billy
- Tofffsy et l'herbe musicale

## Générique
Le générique était d'Antoine Lantieri et était chanté par Anne Lorric.[réf. souhaitée]